# فانفین
فانفین، روستایی از توابع بخش رودبار شهرستان شهرستان قزوین در استان قزوین ایران است.

## جمعیت
این روستا در دهستان رودبار محمد زمانی بخش الموت غربی قرار دارد و براساس سرشماری مرکز آمار ایران در سال ۱۳۸۵، جمعیت آن ۱۴۱ نفر (۴۵خانوار) بوده‌است. مردم فانفین بر خلاف بیشتر روستاهای الموت به زبان فارسی صحبت می‌کنند.